# عنازيون
| تاريخ كردي |
| ---------- |
| جوتيوم     |
| مانيون     |
| ميديون     |
| كاردوخيون  |
| هزوانيون   |
| شداديون    |
| حسنويون    |
| عنازيون    |
| مروانيون   |
| أيوبيون    |
| بدليسيون   |
| أردلانيون  |
| بهدينانيون |
| سورانيون   |
| بابانيون   |

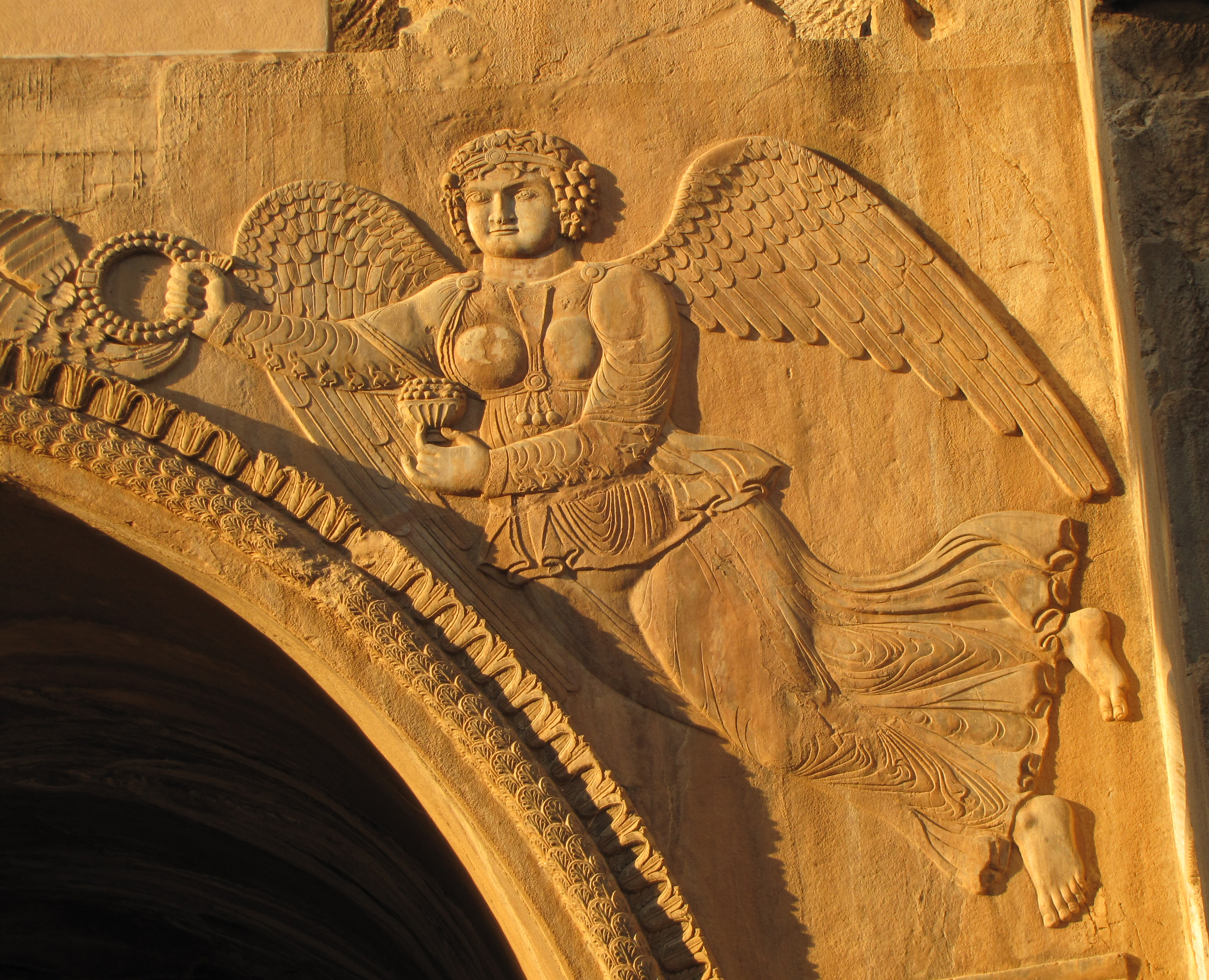
ملاك على القوس الكبير، قوس البستان

العنازيون كانوا أصحاب الإمارة الكردية التي عرفت بالإمارة العنازية (990 - 1117)[بحاجة لمصدر] والتي واستنادًا إلى المؤرخ ابن الأثير (1160 - 1233) سموا بهذا الاسم نسبة إلى اشتهارهم بتربية الماعز بينما يرى المؤرخ ابن المستوفي أن تسمية العياريين هي الأصح. لأن مؤسس الإمارة كان اسمه محمد العيار وكلمة العيار تستخدم بين الأكراد بمعنى الداهية أو الشخص الذكي. وقد أحدث هذا الاسم جدلا لوجود قبيلة عربية باسم بنو عنزة ولكن الأكراد يعتبرون تسمية العنازيون خطأ ويعتبرون العياريون المسمى الأدق.
امتد منطقة نفوذ العنازيين من مدينة كرمنشاه (إيران) إلى داقوق ومندلي والنعمانية في واسط (العراق) حسب الصفحة 97 من الموسوعة الإيرانية نسخة محفوظة 6 فبراير 2012 على موقع واي باك مشين.. كان أبو الفضل محمد بن عناز (990 - 1011) مؤسس الإمارة وكانت هناك صراعات بينه وبين الأكراد الحسنويون تسلم الإمارة بعده ابنه حسام الدولة أبو الشوك ولكن فترة حكمه كانت مليئة بالصراعات الداخلية والتهديد الخارجي من فخر الملك البويهي وشمس الدولة السلجوقي.
في عام 1045 تمكن طغرل بك من القضاء على الإمارة في معركة مشهورة[بحاجة لمصدر] بالقرب من نهر سيروان والذي يسمى أيضا بنهر ديالى.

## قائمة الأمراء
بعض الأمراء الأكراد هم:
- أبوالفتاح محمد بن عناز (401-381 هـ) (991-1011 م
- مهلهل بن محمد (437-444 هـ) (1011-1046 م) في شهرزور
- سرخاب ابن محمد (1011-1046 1055) في بندانجين
- مهلهل بن محمد (1046-949)
- بدر بن مهلهل بن محمد بن عناز الكردي
- عدي بن فارس؟ 1046 1055 أم صعدة؟ أو سعدي ؟
- أبوالفوارس سرخاب بن بدر بن مهلهل (1055-1107) تواريخ تقريبية
- أبومنصور بن سرخاب 1107[5]